# 凱瓦連
22°30′57″N 79°28′20″W / 22.51583°N 79.47222°W

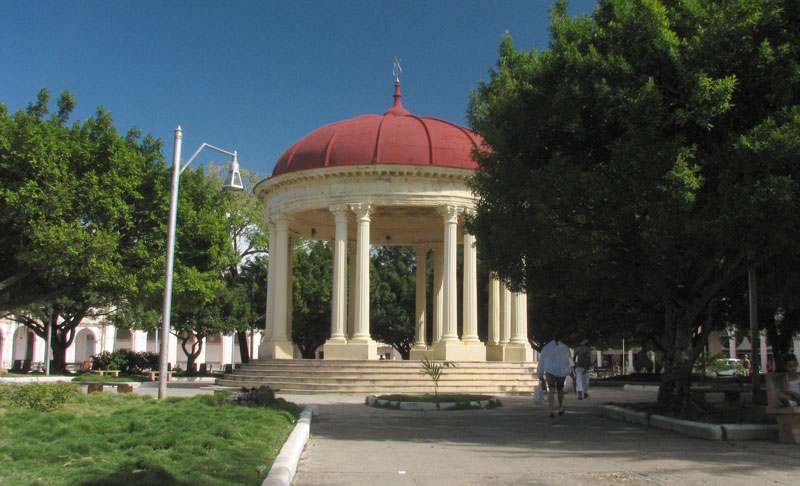

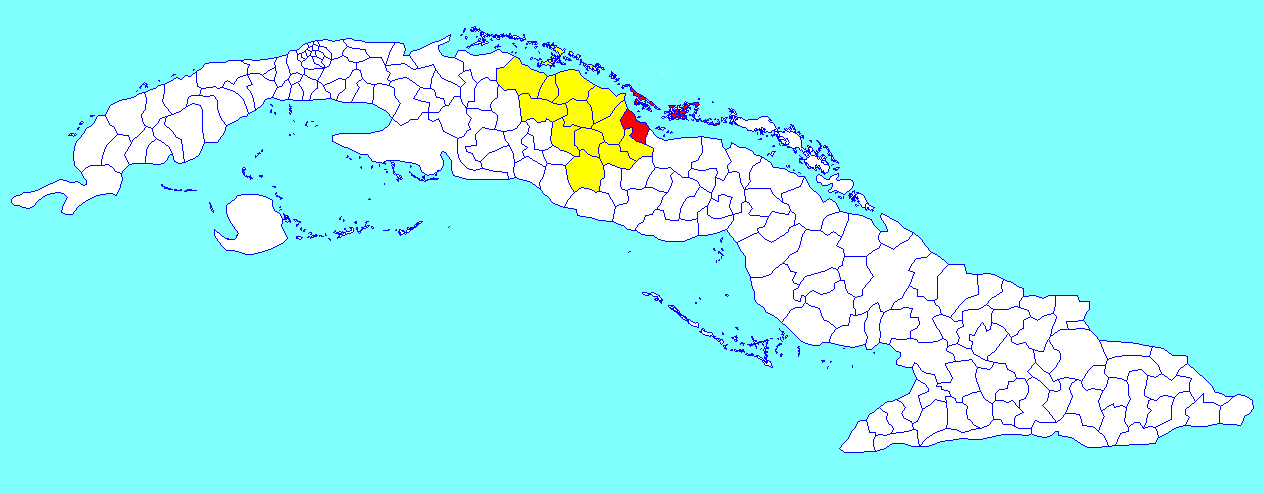

凱瓦連（西班牙語：Caibarién），是古巴的城鎮，位於該國中部，由比亞克拉拉省負責管轄，始建於1832年，面積212平方公里，海拔高度5米，根據2009年人口普查總數為37,902人，人口密度每平方公里88.9人。